# Lega Nazionale A 2012-2013 (calcio femminile)
La Lega Nazionale A 2012-2013 è stata la 43ª edizione della massima divisione del campionato svizzero femminile di calcio. Il campionato è iniziato il 4 agosto 2012 e si è concluso l'8 giugno 2013. Lo Zurigo ha vinto il campionato per la 17ª volta, la seconda consecutiva, nella sua storia sportiva, cifra che comprende le varie denominazioni della squadra che si sono succedute dalla sua istituzione (Seebach, Zurigo Seebach, e infine Zurigo).
Migliore marcatrice è stata la tedesca Inka Grings, attaccante dello Zurigo, con 40 reti realizzate complessivamente nelle due fasi.

## Classifica
|  | Pos. | Squadra          | Pt | G  | V  | N | P  | GF  | GS | DR  |
|  | ---- | ---------------- | -- | -- | -- | - | -- | --- | -- | --- |
|  | 1.   | Zurigo           | 54 | 18 | 18 | 0 | 0  | 102 | 8  | +94 |
|  | 2.   | Young Boys       | 36 | 18 | 11 | 3 | 4  | 47  | 36 | +11 |
|  | 3.   | Kriens           | 32 | 18 | 10 | 2 | 6  | 35  | 22 | +13 |
|  | 4.   | Basilea          | 31 | 18 | 9  | 4 | 5  | 32  | 19 | +13 |
|  | 5.   | Yverdon          | 28 | 18 | 9  | 1 | 8  | 33  | 35 | -2  |
|  | 6.   | Staad            | 21 | 18 | 6  | 3 | 9  | 28  | 41 | -13 |
|  | 7.   | San Gallo        | 21 | 18 | 6  | 3 | 9  | 23  | 40 | -17 |
|  | 8.   | Grasshopper      | 19 | 18 | 5  | 4 | 9  | 20  | 29 | -9  |
|  | 9.   | Schwyz           | 9  | 18 | 2  | 3 | 13 | 13  | 62 | -49 |
|  | 10.  | Rot-Schwarz Thun | 7  | 18 | 2  | 1 | 15 | 11  | 52 | -41 |

Legenda:

      Qualificata al girone finale per il titolo svizzero.
 Va al play-off con le prime due qualificate della Lega Nazionale B.
Note:

Tre punti a vittoria, uno a pareggio, zero a sconfitta.

## Girone finale
|  | Pos. | Squadra     | Pt | G | V | N | P | GF | GS | DR  |
|  | ---- | ----------- | -- | - | - | - | - | -- | -- | --- |
|  | 1.   | Zurigo      | 48 | 7 | 7 | 0 | 0 | 43 | 1  | +42 |
|  | 2.   | Basilea     | 32 | 7 | 5 | 1 | 1 | 17 | 5  | +12 |
|  | 3.   | Young Boys  | 27 | 7 | 3 | 0 | 4 | 21 | 22 | -1  |
|  | 4.   | Kriens      | 26 | 7 | 3 | 1 | 3 | 16 | 12 | +4  |
|  | 5.   | Yverdon     | 26 | 7 | 4 | 0 | 3 | 13 | 23 | -10 |
|  | 6.   | Grasshopper | 16 | 7 | 2 | 0 | 5 | 9  | 16 | -7  |
|  | 7.   | Staad       | 15 | 7 | 1 | 1 | 5 | 5  | 27 | -22 |
|  | 8.   | San Gallo   | 15 | 7 | 1 | 1 | 5 | 10 | 28 | -18 |

Legenda:

      Campione di Svizzera e ammesso alla UEFA Women's Champions League.
Note:

Tre punti a vittoria, uno a pareggio, zero a sconfitta.
I punti in classifica comprendono la metà dei punti conseguiti nell'andata arrotondati per difetto (esempio: Zurigo 54:2 = 27 + 21 delle finali = 48).

## Girone di relegazione/promozione
|  | Pos. | Squadra          | Pt | G | V | N | P | GF | GS | DR  |
|  | ---- | ---------------- | -- | - | - | - | - | -- | -- | --- |
|  | 1.   | Neunkirch        | 12 | 6 | 4 | 0 | 2 | 12 | 5  | +7  |
|  | 2.   | Schwyz           | 11 | 6 | 3 | 2 | 1 | 5  | 2  | +3  |
|  | 3.   | Aarau            | 11 | 6 | 3 | 2 | 1 | 8  | 7  | +1  |
|  | 4.   | Rot-Schwarz Thun | 0  | 6 | 0 | 0 | 6 | 4  | 15 | -11 |

Legenda:

      Promosso in Lega Nazionale A 2013-2014.
      Relegato in Lega Nazionale B 2013-2014.
Note:

Tre punti a vittoria, uno a pareggio, zero a sconfitta.

### Classifica marcatrici
La classifica tiene conto delle due fasi
| Gol        |  |  | Giocatore         | Squadra    |
| ---------- |  |  | ----------------- | ---------- |
| 40 (38+ 2) |  |  | Inka Grings       | Zurigo     |
| 30 (16+14) |  |  | Fabienne Humm     | Zurigo     |
| 17 (15+ 2) |  |  | Maeva Sarrasin    | Yverdon    |
| 15 (12+ 3) |  |  | Michelle Probst   | Young Boys |
| 14 (12+ 2) |  |  | Claudia Stilz     | Staad      |
| 13 (10+ 3) |  |  | Florijana Ismaili | Young Boys |
| 12 (12+ 0) |  |  | Lara Keller       | Kriens     |
| 11 ( 8+ 3) |  |  | Barla Deplazes    | Zurigo     |
| 9 ( 4 +5)  |  |  | Egzona Seljimi    | Zurigo     |